# Włodzimierz Czarzasty
Włodzimierz Czarzasty (ur. 3 maja 1960 w Warszawie) – polski przedsiębiorca i polityk, członek Krajowej Rady Radiofonii i Telewizji (1999–2005), przewodniczący zarządu Stowarzyszenia „Ordynacka” (2006–2017), przewodniczący Sojuszu Lewicy Demokratycznej (2016–2021), współprzewodniczący Nowej Lewicy (od 2021), poseł na Sejm IX i X kadencji (od 2019), wicemarszałek Sejmu IX i X kadencji (od 2019).

## Życiorys
Absolwent stosunków międzynarodowych na Wydziale Dziennikarstwa i Nauk Politycznych Uniwersytetu Warszawskiego (1988). W latach 80. był działaczem studenckim, pełnił funkcję przewodniczącego Rady Uczelnianej Zrzeszenia Studentów Polskich UW, wiceprzewodniczącego Rady Okręgowej ZSP w Warszawie oraz wiceprzewodniczącego ZSP. Należał do Socjalistycznego Związku Studentów Polskich. W latach 1983–1990 był członkiem Polskiej Zjednoczonej Partii Robotniczej, a następnie Ruchu Obywatelskiego Akcja Demokratyczna. W wyborach parlamentarnych w 1997 bez powodzenia kandydował z ramienia Sojuszu Lewicy Demokratycznej do Sejmu. Został jednym z liderów Stowarzyszenia „Ordynacka”, w 2006 wybrany na przewodniczącego tej organizacji. Pełnił tę funkcję do kwietnia 2017. Został również członkiem Ogólnopolskiego Towarzystwa Ochrony Ptaków.
Zawodowo związany z branżą wydawniczą jako członek władz spółek prawa handlowego. W latach 1988–1990 był dyrektorem Akademickiego Biura Kultury i Sztuki Alma-Art. W latach 1990–2000 był współwłaścicielem (wraz z żoną) i prezesem zarządu oficyny wydawniczej Muza. Był także członkiem rady nadzorczej spółki producentów Euromedia. Zasiadał w radzie nadzorczej Polskiego Radia, w 1998 z tej funkcji odwołał go minister skarbu państwa Emil Wąsacz (decyzję tę w 2002 zakwestionował Sąd Okręgowy w Warszawie). W maju 1999 prezydent RP Aleksander Kwaśniewski powołał go w skład Krajowej Rady Radiofonii i Telewizji. Od marca 2000 do sierpnia 2004 zajmował stanowisko sekretarza KRRiT. Ustąpił w styczniu 2005 na kilka miesięcy przed upływem sześcioletniej kadencji. W latach 2006–2011 był współwłaścicielem wydawnictwa Wilga.
Jego nazwisko pojawiło się w trakcie tzw. afery Rywina, był wskazywany jako osoba mająca istotny wpływ na media publiczne i koncepcje prywatyzacyjne. Przyjęty przez Sejm raport sejmowej komisji śledczej (autorstwa Zbigniewa Ziobry z PiS) stwierdzał, że złożenie w lipcu 2002 przez Lwa Rywina propozycji korupcyjnej przedstawicielom Agory miało pozostawać – jak wskazano w tym dokumencie – w ścisłym związku z zachowaniem osób z tzw. grupy trzymającej władzę, w skład której wchodzili Robert Kwiatkowski, Aleksandra Jakubowska, Włodzimierz Czarzasty, Lech Nikolski oraz Leszek Miller. Włodzimierzowi Czarzastemu w związku z tą sprawą nie zostały nigdy przedstawione żadne prokuratorskie zarzuty.
Został członkiem SLD; w 2012 stanął na czele mazowieckich struktur partii (wygrywając wybory na to stanowisko z Katarzyną Piekarską większością 111 do 106 głosów). Pełnił tę funkcję do 2016. W wyborach parlamentarnych w 2015 kandydował do Sejmu jako lider płockiej listy wyborczej Zjednoczonej Lewicy, jednak sama koalicja nie przekroczyła wówczas 8% progu wyborczego. Następnie wystartował w wyborach na przewodniczącego SLD. W I turze głosowania wśród członków partii zajął pierwsze miejsce. W II turze z 23 stycznia 2016, w której wzięli udział delegaci na kongres SLD, pokonał Jerzego Wenderlicha stosunkiem głosów 428 do 305. W wyborach samorządowych w 2018 bezskutecznie kandydował do sejmiku mazowieckiego. Był jednym z liderów Koalicji Europejskiej zawiązanej przez partie opozycyjne przed majowymi wyborami do Parlamentu Europejskiego w 2019.
Przed październikowymi wyborami parlamentarnymi w tym samym roku w imieniu SLD zawiązał porozumienie z Robertem Biedroniem (prezesem partii Wiosna) i Adrianem Zandbergiem (jednym z liderów Lewicy Razem), funkcjonujące pod nazwą Lewica. W wyborach tych uzyskał mandat posła na Sejm IX kadencji, otrzymując w okręgu sosnowieckim 31 244 głosy. 12 listopada 2019 został wybrany na wicemarszałka Sejmu IX kadencji. W 2021 kierowany przez niego Sojusz Lewicy Demokratycznej przekształcił się w Nową Lewicę, do której dołączyli działacze rozwiązanej Wiosny. 9 października 2021 Włodzimierz Czarzasty został jednym z dwóch (obok Roberta Biedronia) współprzewodniczących partii.
W wyborach w 2023 z powodzeniem ubiegał się o poselską reelekcję, zdobywając 22 332 głosy (co stanowiło drugi wynik na liście NL w okręgu po Łukaszu Litewce). 13 listopada tegoż roku wybrano go na wicemarszałka Sejmu X kadencji. W zawartej uprzednio umowie koalicyjnej między KO, Polską 2050, PSL i Nową Lewicą ustalono, że Włodzimierz Czarzasty w połowie kadencji ma zostać marszałkiem Sejmu.

## Wyniki wyborcze
| Wybory | Komitet wyborczy | Komitet wyborczy             | Organ                                        | Okręg | Wynik          |
| ------ | ---------------- | ---------------------------- | -------------------------------------------- | ----- | -------------- |
| 1997   |                  | Sojusz Lewicy Demokratycznej | Sejm III kadencji                            | nr 51 | 4890 (3,05%)   |
| 2015   |                  | Zjednoczona Lewica           | Sejm VIII kadencji                           | nr 16 | 13 156 (4,38%) |
| 2018   |                  | SLD Lewica Razem             | Sejmik Województwa Mazowieckiego VI kadencji | nr 4  | 11 792 (3,22%) |
| 2019   |                  | Sojusz Lewicy Demokratycznej | Sejm IX kadencji                             | nr 32 | 31 244 (9,31%) |
| 2023   |                  | Nowa Lewica                  | Sejm X kadencji                              | nr 32 | 22 332 (5,91%) |